# Дуб-релікт бельбецьких дібров
Дуб-релі́кт бельбе́цьких дібро́в — ботанічна пам'ятка природи місцевого значення, розташована на схід від смт Куйбишеве Бахчисарайського району, АР Крим. Створений відповідно до Постанови ВР АРК № 643-6/11 від 21 грудня 2011 року.

## Загальні відомості
Землекористувачем пам'ятки є Куйбишевська селищна рада, площа 0,01 гектара. Пам'ятка розташована за 1 км на схід від смт Куйбишеве Бахчисарайського району.
Ботанічна пам'ятка природи була створена з метою охорони та збереження в природному стані цінного в науковому, естетичному відношенні дерева — дуба черешчатого віком понад 400 років.